# 1-й Раушский переулок
Пе́рвый Ра́ушский переу́лок (до 1954 — Раушский переулок) — небольшая улица в центре Москвы в Замоскворечье на Болотном острове между Раушской набережной и Садовнической улицей.

## Происхождение названия
Назван 26 февраля 1954 года по Раушской набережной, к которой примыкает. Впервые показан (без названия) на плане 1804 года. До 1954 года — Раушский переулок. Получил определение «Первый» в связи с одновременным переименованием Николозаяицкого переулка, получившего новое название 2-й Раушский переулок.

## Описание
1-й Раушский переулок проходит вдоль восточного крыла исторической гостиницы «Балчуг» от набережной Москвы-реки на юг до Садовнической улицы.